# Ванредни сазив Народне скупштине Књажевине и Краљевине Црне Горе 1910.
1910. Народна Скуштина се састала у ванредан сазив.
Ова скупштина је на Велику Госпојину на педесету годишњицу владавине Књаза Николе прогласила Црну Гору Краљевином а Николу за Краља.

## Скупштинско часништво
За предсједника скупштине је изабран Марко Ђукановић, за потпредсједника г. Мило Дожић, а за секретаре г.г. Сава Драговић и Душан Петровић.